# Fântâna Oilor
Fântâna Oilor – wieś w Rumunii, w okręgu Tulcza, w gminie Dorobanțu. W 2011 roku liczyła 45 mieszkańców.